# Conford
Conford – wieś w Anglii, w hrabstwie Hampshire. Leży 39 km na wschód od miasta Winchester i 69 km na południowy zachód od Londynu.